# Vitoria-Gasteiz
Vitoria-Gasteiz [biˈtoɾja gasˈteis] bzw. in der Satzmitte [β-] (spanisch Vitoria [biˈtoɾja]; baskisch Gasteiz [ɡas̺teis̻]; der offizielle Name der Stadt ist die zusammengesetzte Doppelform Vitoria-Gasteiz) ist die Hauptstadt der spanischen Autonomen Region Baskenland und der Provinz Álava (baskisch Araba). Sie hat 257.968 Einwohner (Stand: 2024), die in der Mehrzahl spanischsprachig sind.

## Geographie und Klima
Vitoria-Gasteiz befindet sich inmitten der alavesischen Hochebene (Llanada Alavesa) auf ungefähr 525 m Meereshöhe bei 2° 0' westlicher Länge und 42° 51' nördlicher Breite. Die Berge in der Nähe der Stadt weisen Höhen von rund 1000 m auf. Durch Vitoria fließt der Fluss Zadorra.
Das Klima stellt einen Übergang vom feuchtmilden maritimen Küstenklima zum trockenen Kontinentalklima der kastilischen Hochebene dar. Aufgrund des deutlichen Temperaturunterschiedes wird Vitoria von den Bewohnern der küstennahen Gebiete scherzhaft als Siberia-Gasteiz bezeichnet. Die Jahresdurchschnittstemperatur beträgt ca. 11,5 °C, die Jahresniederschlagsmenge 746,1 mm.
|                       | Jan  | Feb  | Mär  | Apr  | Mai  | Jun  | Jul  | Aug  | Sep  | Okt  | Nov  | Dez  |   |       |
| Mittl. Tagesmax. (°C) | 8,9  | 10,5 | 14,0 | 15,6 | 19,6 | 23,3 | 26,0 | 26,2 | 23,4 | 18,6 | 12,7 | 9,4  | ⌀ | 17,4  |
| Mittl. Tagesmin. (°C) | 1,2  | 1,1  | 2,6  | 4,1  | 7,2  | 10,2 | 12,3 | 12,5 | 10,1 | 7,6  | 4,0  | 1,8  | ⌀ | 6,3   |
|                       |      |      |      |      |      |      |      |      |      |      |      |      |   |       |
| Niederschlag (mm)     | 75,0 | 62,7 | 62,9 | 72,8 | 69,8 | 43,2 | 37,6 | 38,7 | 40,9 | 70,2 | 90,9 | 81,4 | Σ | 746,1 |
|                       |      |      |      |      |      |      |      |      |      |      |      |      |   |       |
| Regentage (d)         | 15,3 | 13,9 | 13,0 | 15,8 | 13,9 | 8,7  | 6,7  | 7,3  | 9,9  | 12,9 | 15,5 | 15,8 | Σ | 148,7 |

| 1,2 |

| 1,1 |

| 2,6 |

| 4,1 |

| 7,2 |

| 10,2 |

| 12,3 |

| 12,5 |

| 10,1 |

| 7,6 |

| 4,0 |

| 1,8 |

| 1,2 |

| 1,1 |

| 2,6 |

| 4,1 |

| 7,2 |

| 10,2 |

| 12,3 |

| 12,5 |

| 10,1 |

| 7,6 |

| 4,0 |

| 1,8 |

## Geschichte

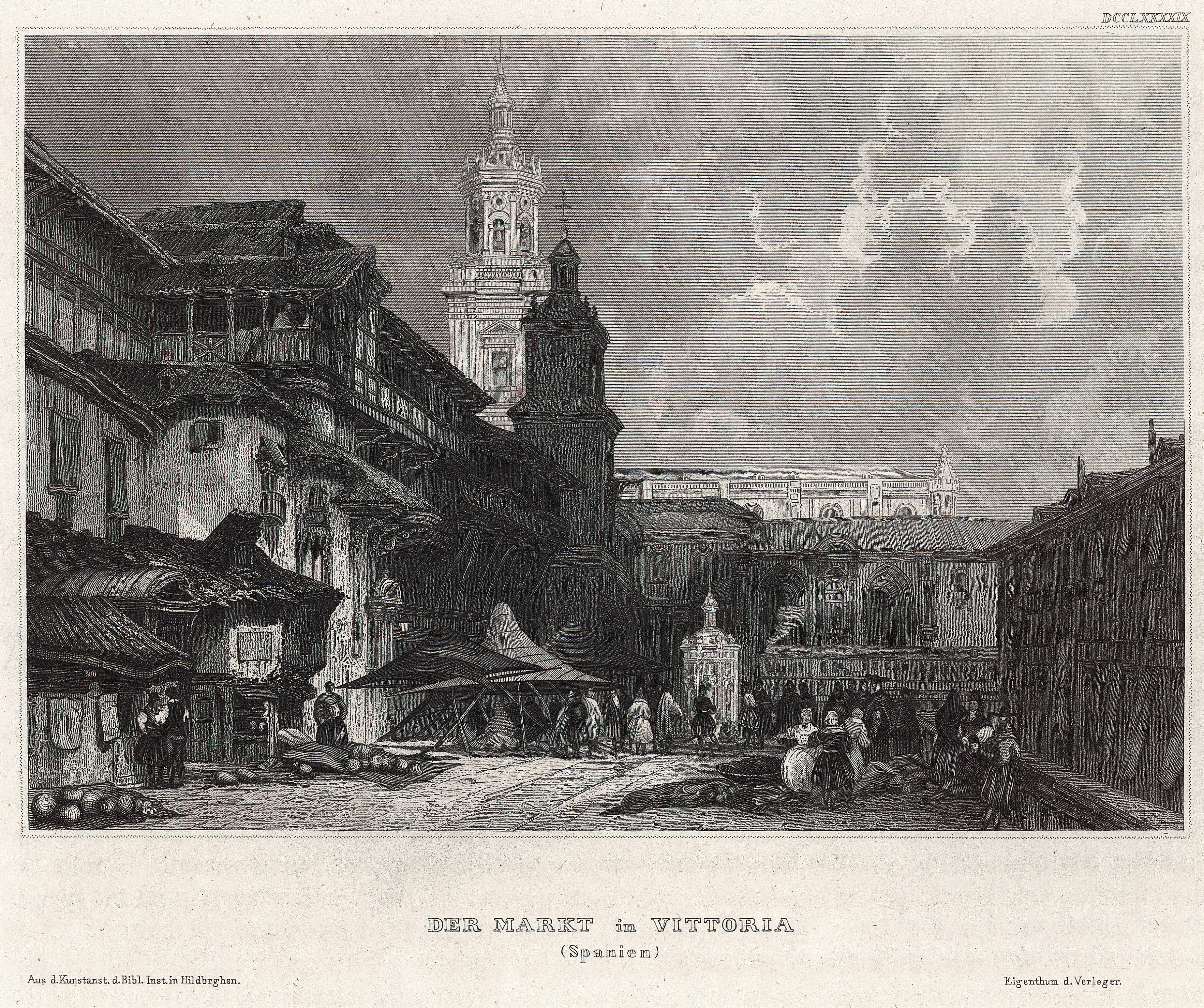
Der Markt von Vitoria ca. 1860

Schon der Westgotenkönig Leovigild hatte anlässlich eines Sieges über die Basken im 6. Jahrhundert eine Stadt namens Victoriacum („Siegesstadt“) gegründet. Im Jahr 1181 gründete König Sancho der Weise von Navarra die heutige Stadt Vitoria mit dem Namen Nueva Victoria („neuer Sieg“). Dabei handelte es sich um die Erweiterung der bereits bestehenden baskischen Siedlung Gasteiz, die zu einer Befestigungsanlage gegen Kastilien ausgebaut wurde. Der Name dieser Siedlung, wohl eine patronymische Bildung aus Gastea, geht wahrscheinlich auf den Personennamen Garcia zurück. Am Ort der auf einem Hügel inmitten der alavesischen Hochebene gelegenen Vorgängersiedlung Gasteiz befindet sich noch heute die Altstadt von Vitoria.
Im Laufe der Geschichte wechselte Vitoria von Navarra nach Kastilien. 1367 erfocht hier der Schwarze Prinz für Peter den Grausamen von Kastilien einen Sieg über Heinrich von Trastámara. Im Jahr 1431 wurde Vitoria von Johann II. von Kastilien das Stadtrecht verliehen.
Im 16. und 17. Jahrhundert war Vitoria ein sogenannter puerto seco („trockener Hafen“), da die Zollgrenze nicht an der Küste, sondern zwischen den baskischen Provinzen und dem restlichen Kastilien verlief. Dort wurde der Zoll auf die Ausfuhr von Wolle, Leder und Flachs Richtung Flandern und England und auf die Einfuhr auf verarbeitete Textilien aus den benannten Ländern (Leinen, Baumwoll- und Wolltuch, Seide) sowie Eisenwaren aus Bizkaia erhoben. Im 18. Jahrhundert, während der Krise unter den letzten Habsburgern und dem Spanischen Erbfolgekrieg, verfiel dieses System. Unter den Bourbonen wurde die Zollgrenze definitiv an die Küste verlegt.
Am 21. Juni 1813 siegte Wellington über Joseph Bonaparte in der Schlacht bei Vitoria, was für die Franzosen eine schwere Niederlage während der Koalitionskriege bedeutete.
Im Gegensatz zu den beiden nördlicheren baskischen Provinzen, bei denen schon im ausgehenden 18. Jahrhundert eine recht frühe Industrialisierung einsetzte, war Álava hauptsächlich landwirtschaftlich geprägt. Vitoria war eine eher verschlafene Provinzstadt mit einem sehr hohen Bevölkerungsanteil an Geistlichen und Militärangehörigen, in der das Stadtbild von Klöstern und Kasernen dominiert wurde. Andererseits war schon im 19. Jahrhundert der Großteil der Bevölkerung alphabetisiert und die Sprachgrenze zwischen Baskisch und Spanisch hatte sich bis in die nördlichen Bergketten verschoben, die die Grenze der Llanada zu den Küstentälern darstellen.
In den Bürgerkriegen im 19. Jahrhundert war Vitoria ein liberales Bollwerk und wurde über einen längeren Zeitraum erfolglos von den Carlisten belagert, die zwar in den ländlichen Bezirken der Provinz stark vertreten waren, nicht jedoch in der Hauptstadt.
1936 fiel die Stadt aufgrund der starken militärischen Präsenz gleich zu Beginn des Putsches gegen die demokratische Republik an die franquistische Seite. Die frisch proklamierte baskische Republik versuchte Vitoria zurückzuerobern, ihre Truppen scheiterten jedoch in der Schlacht von Villarreal, der einzigen großen Offensive der baskischen republikanischen Armee. In Vitoria waren zeitweilig Kräfte von Hitlers Legion Condor stationiert, die von hier aus zum Luftangriff auf Gernika starteten.

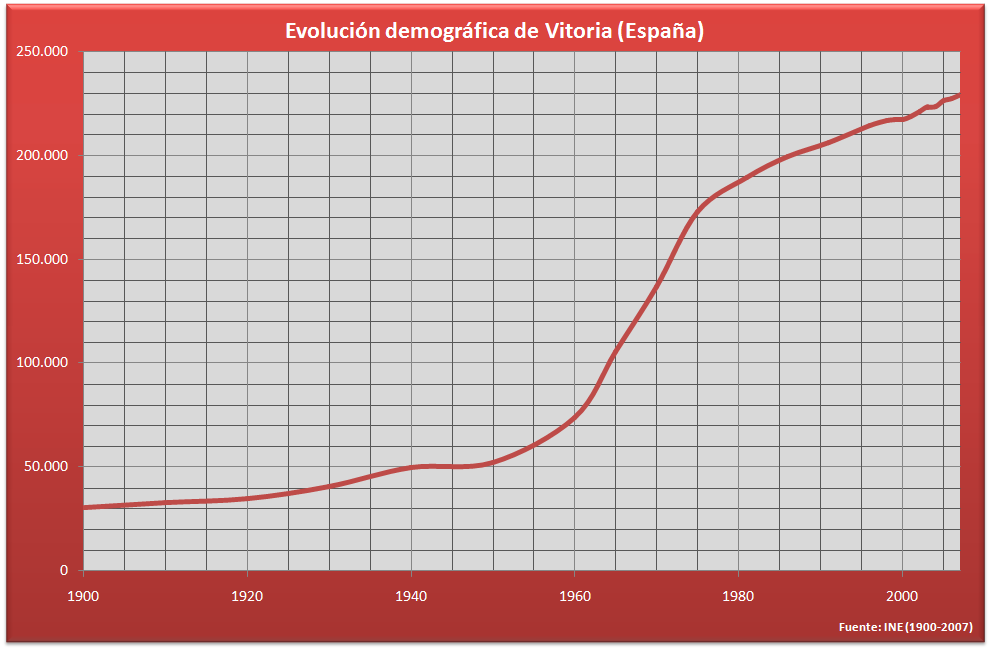
Bevölkerungsentwicklung der Stadt

Aufgrund der Zugehörigkeit zu der Siegerseite durfte Álava genau so wie Navarra die alten baskischen Sonderrechte (Fueros) behalten, die Bizkaia und Gipuzkoa von den Siegern entzogen wurden. Die kluge Ausnutzung dieser Sonderrechte führte in den Nachkriegsjahren zu einem starken Wirtschaftswachstum und zu bedeutendem Bevölkerungszuwachs. Bis zum Bürgerkrieg war Vitoria hauptsächlich ein administratives Zentrum mit geringem wirtschaftlichen Eigengewicht, danach entwickelte es sich zu einem bedeutenden Industriezentrum. Die Bevölkerung stieg in wenigen Jahrzehnten von knapp 30.000 auf über 200.000 Einwohner. Der Zuwachs basierte zum Teil auf regionaler Landflucht. Es zogen jedoch auch viele Zuwanderer aus Andalusien und Extremadura zu, die in den ersten Jahren mit den despektiven Spitznamen Coreanos und Maketos diskriminiert wurden.
In der spanischen Transition nach der Franco-Diktatur war Vitoria-Gasteiz ein Zentrum der Arbeiterbewegung. Bei einem Generalstreik am 3. März 1976 kam es zum Massaker von Vitoria, bei dem 5 Menschen von Polizisten getötet wurden.
Seit 1980 ist Vitoria-Gasteiz die Hauptstadt der spanischen Autonomieregion Baskenland. Die Wahl von Vitoria wurde damals bewusst vorgenommen, um Álava, das zwischen spanischer und baskischer Loyalität schwankte, stärker an das Baskenland zu binden. Seit Vitoria Hauptstadt des Baskenlandes ist, hat die Stadt viele neue Einwohner angezogen, darunter viele Beamte der baskischen Regierung.

## Politik

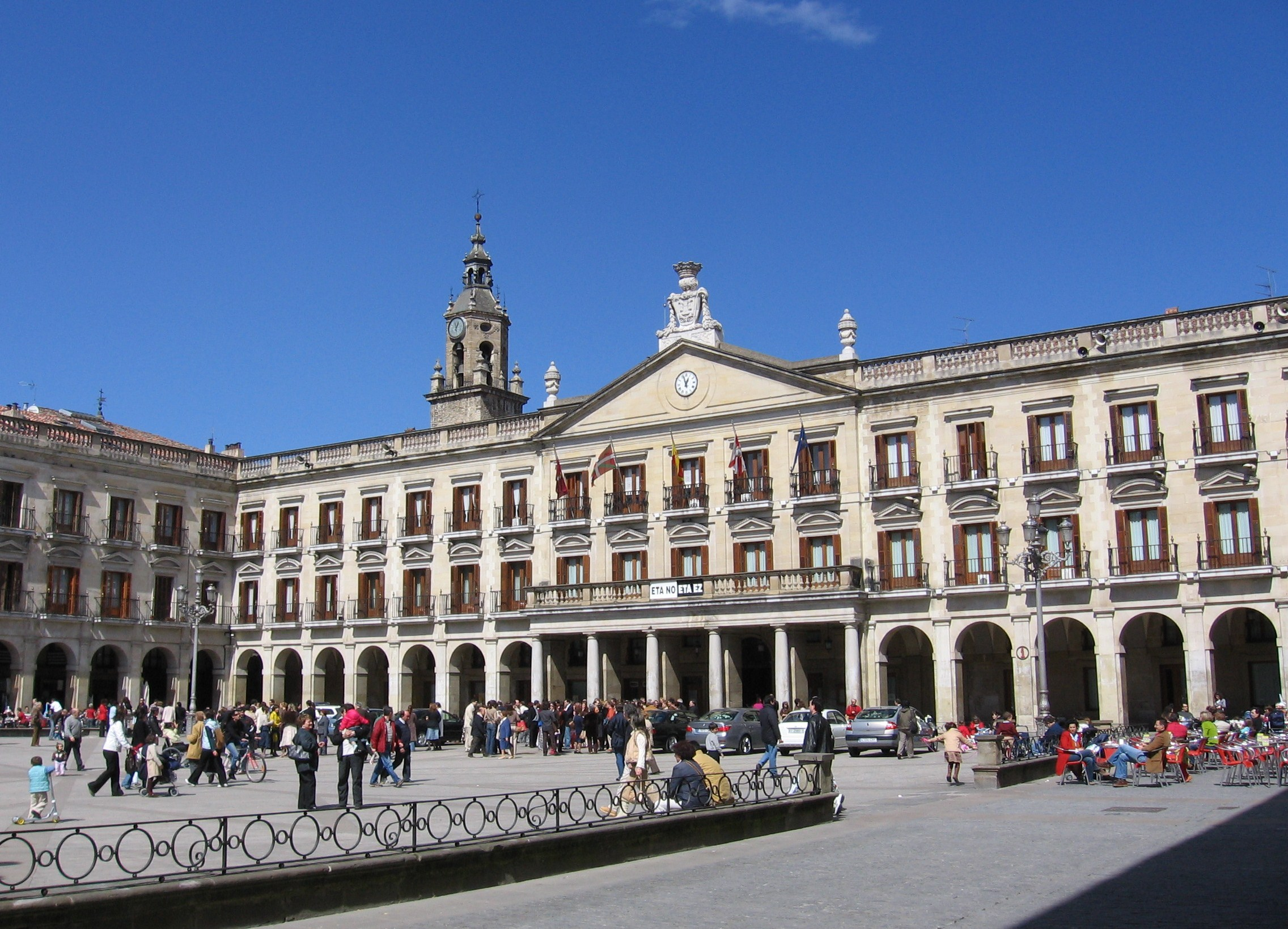
Rathaus an der Plaza España

Bürgermeister der Stadt ist seit dem 13. Juni 2015 Gorka Urtaran Agirre (EAJ/PNV).
Ergebnisse der Kommunalwahlen 2015:
| Partei / Liste | Sitze     |
| -------------- | --------- |
| PP             | 9 Sitze   |
| Bildu          | 6 Sitze   |
| EAJ/PNV        | 5 Sitze   |
| PSE-EE/PSOE    | 4 Sitze   |
| Sumando        | 2 Sitze   |
| Irabazi        | 1 Sitz    |
| Gesamt         | 27 Sitze0 |

## Kultur und Sehenswürdigkeiten

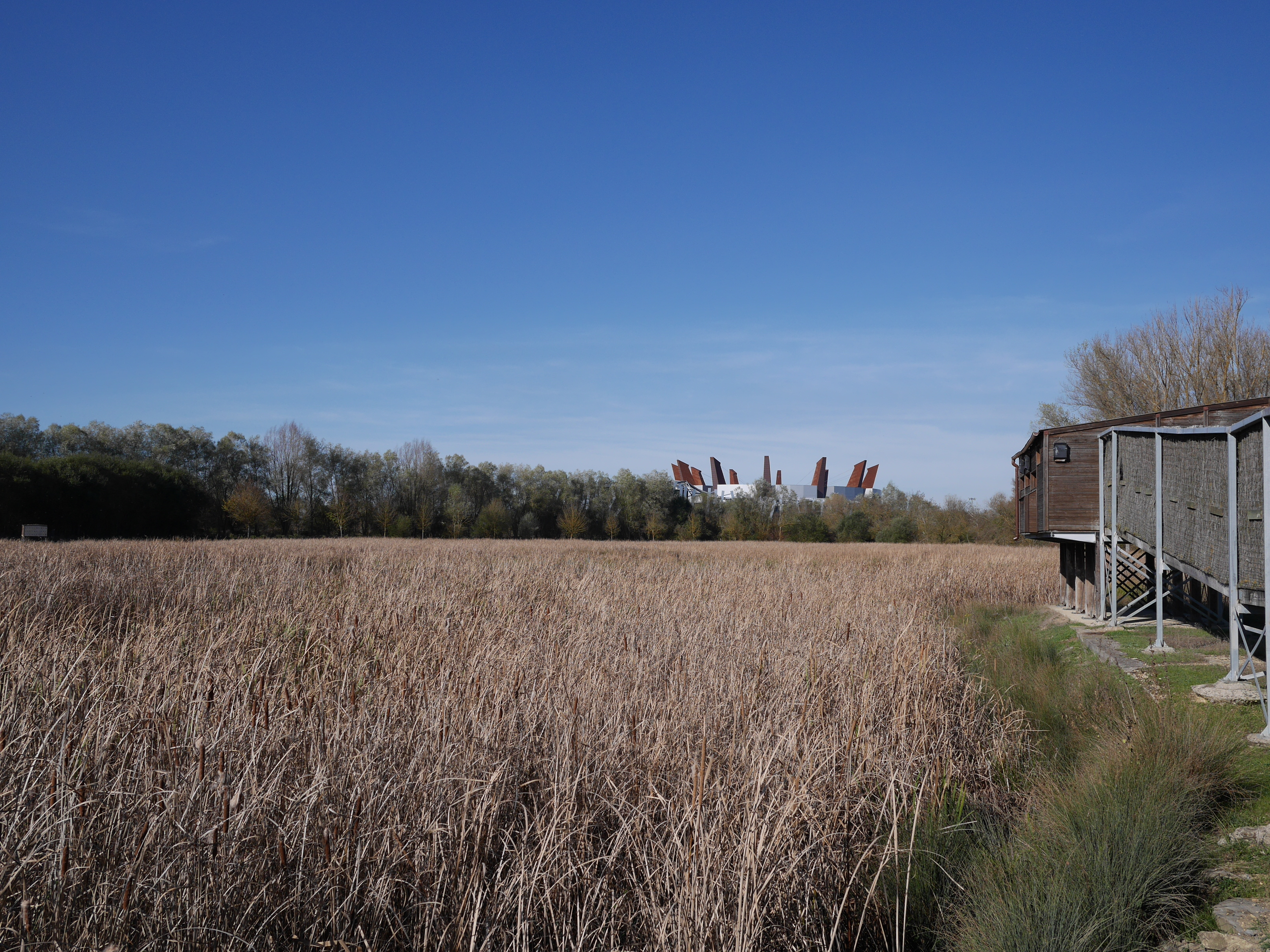
Grüngebiet Salburua und Fernando Buesa Arena

### Einzelbauwerke
- Kathedrale Santa María („Catedral Vieja“): im 13. und 14. Jahrhundert im gotischen Stil errichtet. Das Bauwerk war im Mittelalter Teil der Festungsmauer der Stadt und inspirierte 2007 den britischen Schriftsteller Ken Follett zu seinem Roman Die Tore der Welt.
- Kathedrale María Inmaculada („Catedral Nueva“), neugotisch

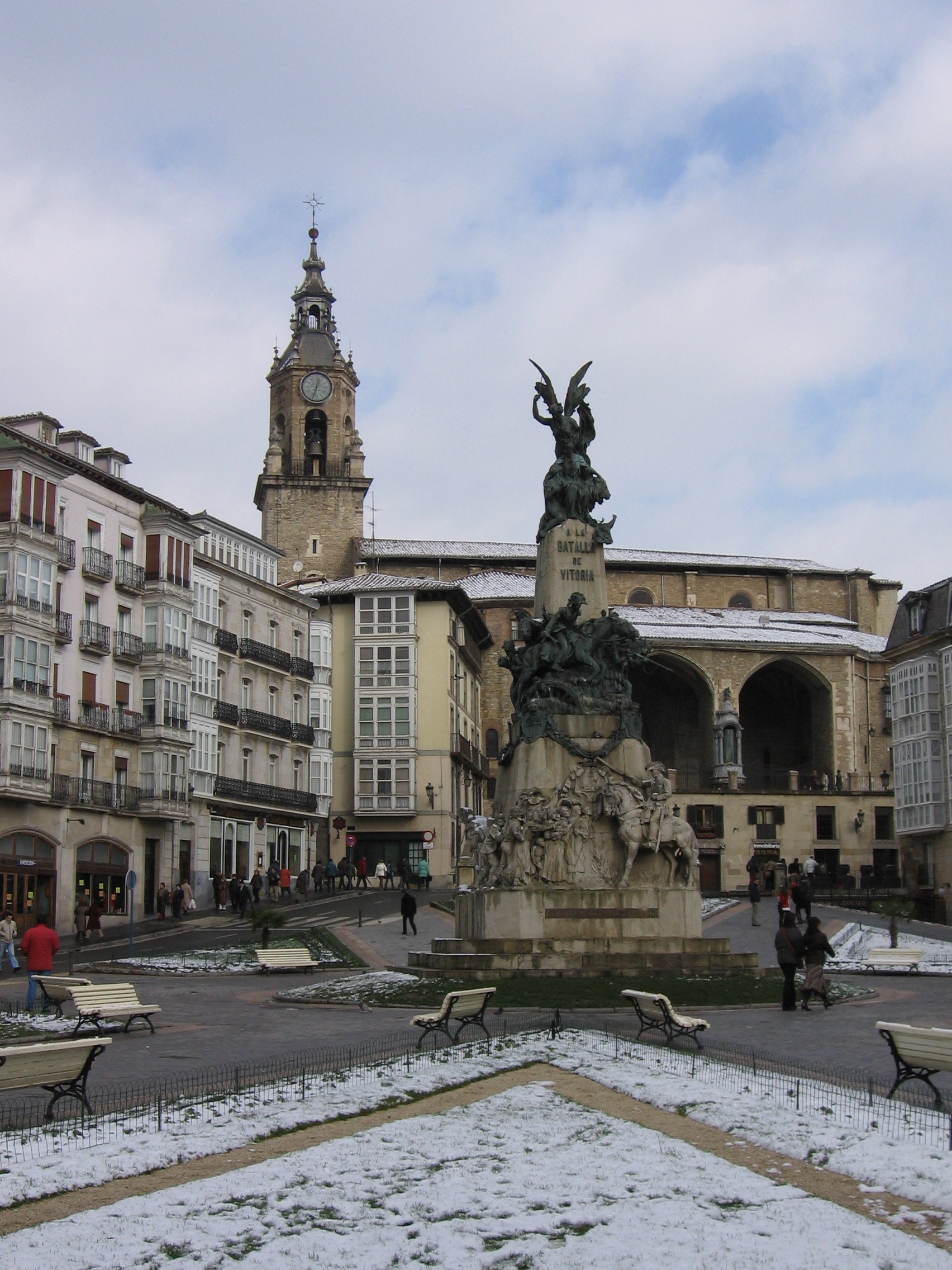
Plaza de la Virgen Blanca

- El Portalón: Ehemalige Herberge aus dem 15. Jahrhundert und eines der ältesten Häuser der Stadt. Das emblematische Gebäude wird heute als Restaurant genutzt.
- Palacio de Villa Suso: Spätgotischer Stadtpalais aus dem 16. Jahrhundert an der Plaza del Machete, auf der früher die Einhaltung der Fueros durch den Vertreter des Königs geschworen wurde.
- Friedhof Cementerio de Santa Isabel (19. Jh.)

### Plätze
- Plaza de la Virgen Blanca, Denkmal zur Schlacht bei Vitoria
- Plaza de España (auch Plaza Nueva genannt), spanischer Platz im Stil der Plaza Mayor in Madrid, rechteckig mit Bogengang aus dem 18. Jahrhundert
- Plaza de los Fueros, mitgestaltet von Eduardo Chillida
- Parque de El Prado, 2002 installierte die Lichtkünstlerin Claudia Wissmann dort ihr mehrteiliges Werk Light-Gardens. Die Installation ist öffentlich und permanent zugänglich.[7]

### Straßen und Stadtviertel
- Calle Dato, Fußgängerzone, Einkaufs- und Promenierstraße mit Cafeterien, Geschäften und Banken; Stadthäuser aus dem 19. Jahrhundert
- Ensanche, Einkaufsstraßen und Geschäftszentrum rund um die Calle Dato
- Altstadt, wegen ihres oval-mandelförmigen Grundrisses auch "La almendra" (deutsch: die Mandel) genannt, mit mittelalterlichen Stadthäusern, Türmen und Befestigungsanlagen[8]
- Avenida Gasteiz, Hauptverkehrsader im Westen der Stadt, mit Justizpalast, Kongresspalast und wichtigen Hotels

### Museen
- Artium, baskisches Museum für Moderne Kunst
- Spielkartenmuseum „Fournier“
- Naturwissenschaftsmuseum
- Waffenmuseum
- Heraldikmuseum
- Archäologisches Museum

Beim Ort liegen die Alava Dolmen.

### Regierungs- und Verwaltungsgebäude

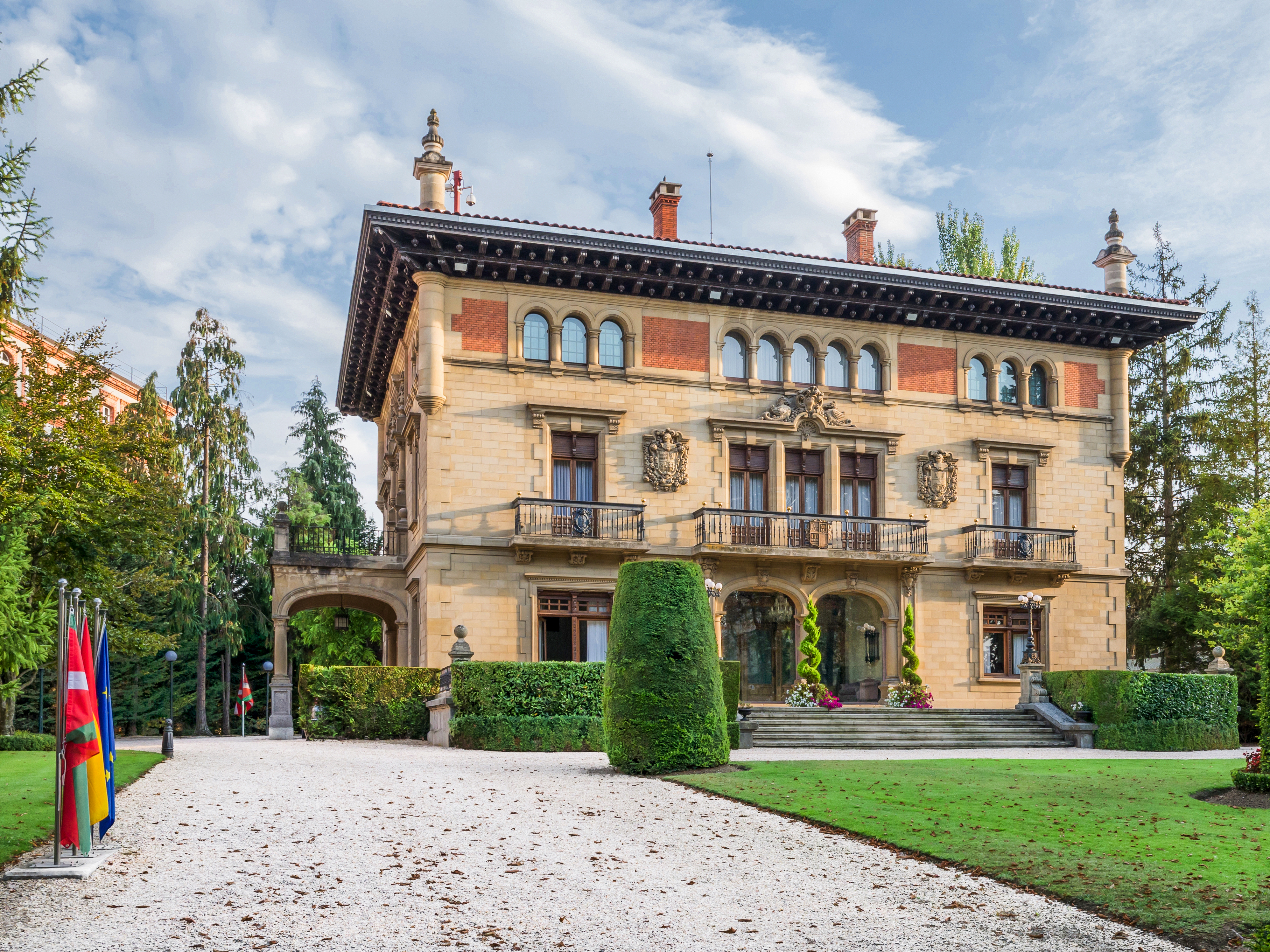
Ajuria Enea

- Ajuria Enea, Wohnsitz des Lehendakari (baskischer Ministerpräsident)
- Lehendakaritza, Regierungssitz desselben
- Baskische Regierung (Gobierno Vasco)
- Baskisches Parlament
- Regierung von Álava (Diputación)

### Gastronomie
Die Gastronomie in Vitoria hat wenige eigene Spezialitäten zu bieten, was aber keinesfalls die Qualität und Vielfalt der Gerichte beeinträchtigt. So werden einesteils viele Mahlzeiten der baskischen Küche zubereitet, es ist aber auch ein deutlicher Einfluss der nahen Regionen Kastilien und La Rioja vorhanden (Lamm, gegrilltes Fleisch). In vielen Gaststätten im Stadtzentrum werden Pinchos angeboten. Zu bestimmten Anlässen werden besondere Spezialitäten zubereitet, z. B. Peretxikos (eine Pilzart) im Herbst und Schnecken zum Feiertag von San Prudencio, des Schutzpatrons der Provinz.
Unter den Nachspeisen ist Goxua hervorzuheben, ein mit Karamell überzogener Pudding mit einer Schicht Sahne und einer Schicht Kuchenteig.
Auch die Konditoreiwaren und Pralinen aus Vitoria haben einen guten Ruf.
Rotwein der Weinanbaugebiete der Rioja (Rioja Alavesa und Rioja Alta) wird in den Gaststätten der Stadt auf hohem Niveau angeboten. In Vitoria existiert eine bemerkenswert hohe Anzahl an erstklassigen Restaurants.

### Veranstaltungen
Im Juli findet seit 1977 das internationale Festival de Jazz Vitoria-Gasteiz statt. Seit 2006 findet im Juni das jährliche Straßentheaterfestival Kaldearte statt.

## Bevölkerungsentwicklung der Gemeinde
| Vitoria-Gasteiz: Einwohnerzahlen von 1877 bis 2010 | Vitoria-Gasteiz: Einwohnerzahlen von 1877 bis 2010 | Vitoria-Gasteiz: Einwohnerzahlen von 1877 bis 2010 | Vitoria-Gasteiz: Einwohnerzahlen von 1877 bis 2010 | Vitoria-Gasteiz: Einwohnerzahlen von 1877 bis 2010 |
| -------------------------------------------------- | -------------------------------------------------- | -------------------------------------------------- | -------------------------------------------------- | -------------------------------------------------- |
| Jahr                                               |                                                    |                                                    |                                                    | Einwohner                                          |
| 1877                                               | 1877                                               |                                                    | 26.921                                             | 26.921                                             |
| 1887                                               | 1887                                               |                                                    | 30.491                                             | 30.491                                             |
| 1900                                               | 1900                                               |                                                    | 32.617                                             | 32.617                                             |
| 1910                                               | 1910                                               |                                                    | 34.074                                             | 34.074                                             |
| 1920                                               | 1920                                               |                                                    | 35.602                                             | 35.602                                             |
| 1930                                               | 1930                                               |                                                    | 40.245                                             | 40.245                                             |
| 1940                                               | 1940                                               |                                                    | 47.741                                             | 47.741                                             |
| 1950                                               | 1950                                               |                                                    | 48.900                                             | 48.900                                             |
| 1960                                               | 1960                                               |                                                    | 68.604                                             | 68.604                                             |
| 1970                                               | 1970                                               |                                                    | 132.963                                            | 132.963                                            |
| 1980                                               | 1980                                               |                                                    | 189.533                                            | 189.533                                            |
| 1990                                               | 1990                                               |                                                    | 206.116                                            | 206.116                                            |
| 2000                                               | 2000                                               |                                                    | 216.852                                            | 216.852                                            |
| 2010                                               | 2010                                               |                                                    | 240.753                                            | 240.753                                            |
| Quelle(n): INE-Archiv                              |                                                    |                                                    |                                                    |                                                    |

## Wirtschaft und Infrastruktur

### Wirtschaft

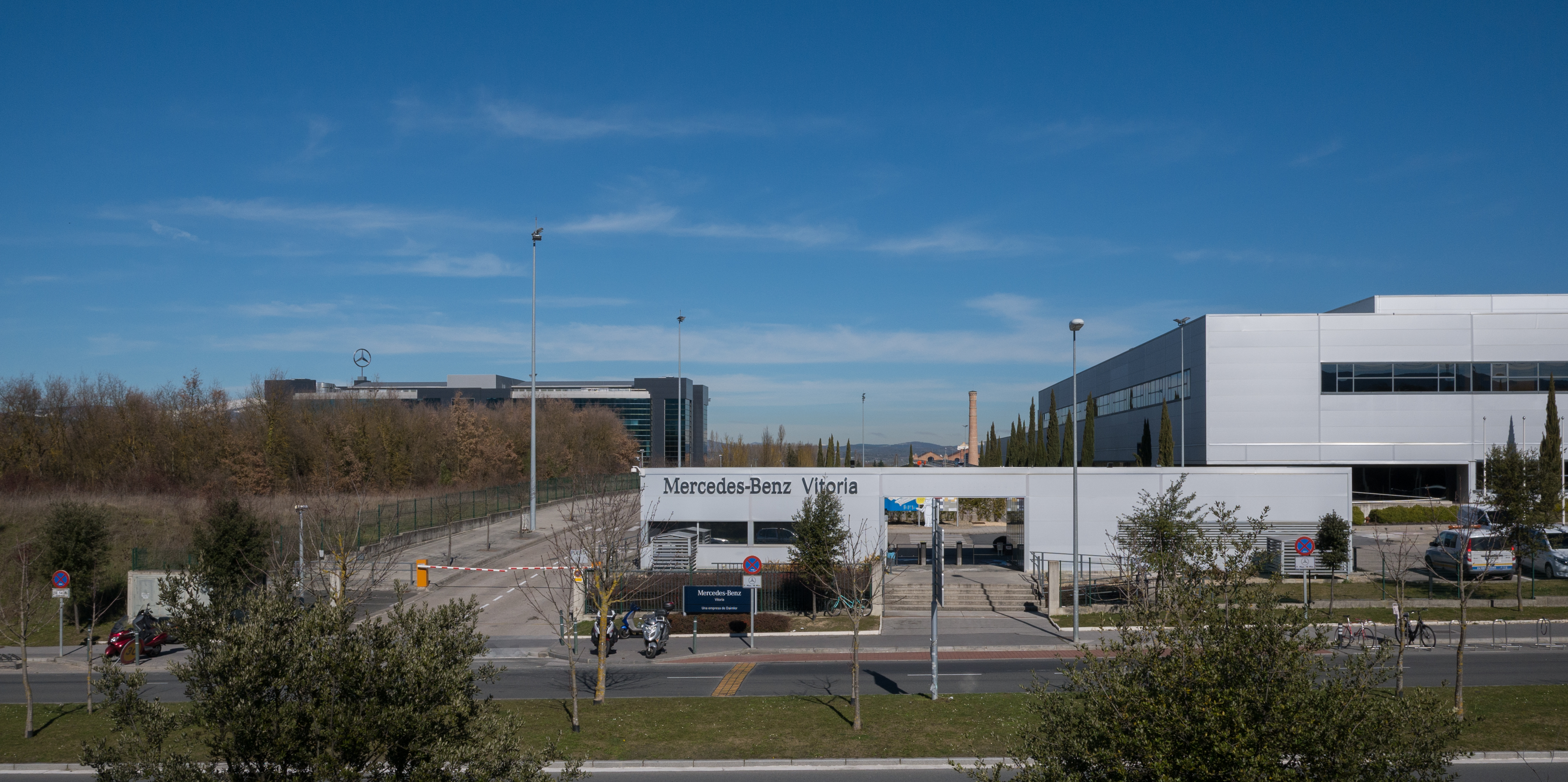
Mercedes-Benz in Vitoria-Gasteiz

In Vitoria-Gasteiz sind Industriefirmen der Sektoren Automobilbau, Maschinenbau, Aeronautik und Spielkartenproduktion ansässig.
Bedeutende Firmen sind:
- Werk Vitoria von Mercedes-Benz España S.A. im Geschäftsbereich Mercedes-Benz Cars der Mercedes-Benz Group: Produktion der Modelle Vito, V-Klasse und eVito/EQV
- Michelin: Autoreifen
- Gamesa Corporación Tecnológica: Windkraftanlagen
- Gamesa Aeronáutica: Flugzeugteile
- Fournier: Spielkartenfabrik
- Aernnova Aerospace S.A.
- Loramendi: Gießereitechnologie

Im Oktober 2010 wurde Vitoria-Gasteiz als dritter europäischen Stadt der Titel Umwelthauptstadt Europas für das Jahr 2012 verliehen.

### Verkehr

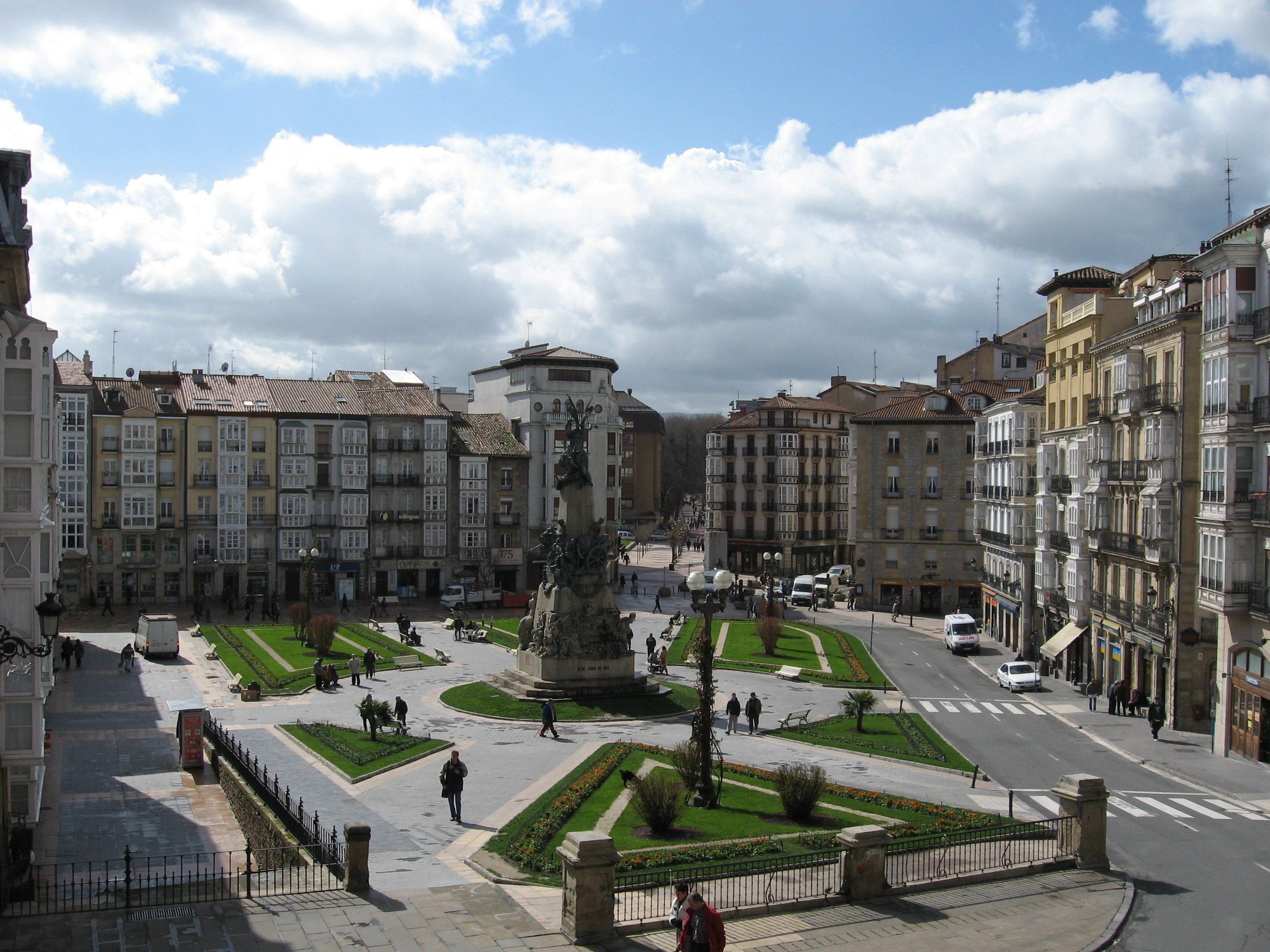
Die zentrale Plaza de la Virgen Blanca (März 2007), vor …

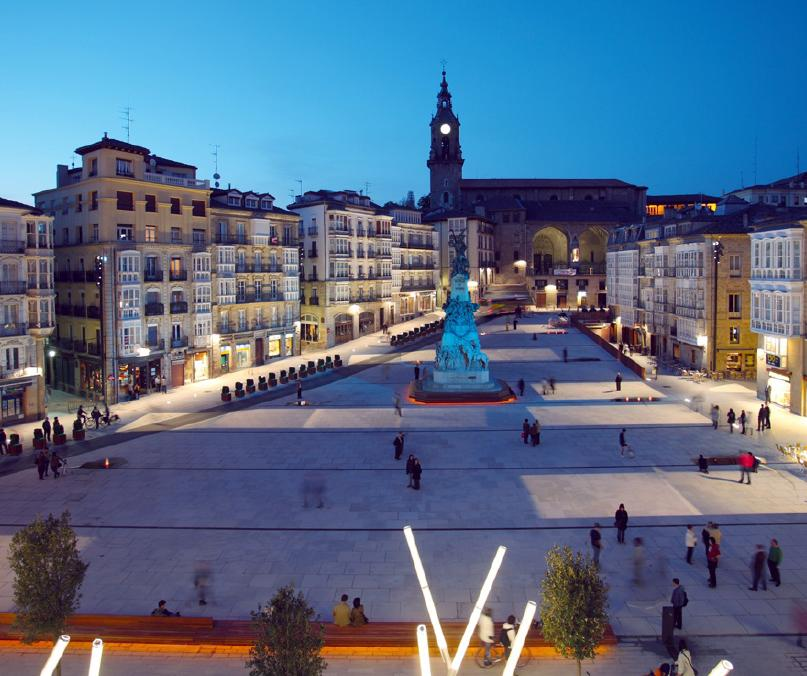
… und nach dem Fußgänger- und ÖPNV-freundlichen Umbau (Februar 2010)

Die Stadt hat traditionell einen Fußverkehr-Anteil von ca. 50 %; zwischen 2005 und 2015 konnte Vitoria-Gasteiz zusätzlich den Anteil an Radfahrern von 3,4 auf 12,3 % steigern: 2008 blockierten parkende Autos 64 % der Straßen und Plätze in der Stadt. Mit der Verabschiedung eines „Nachhaltigen Mobilitätsplans“ im selben Jahr sollten den Autos mit einem konsequenten Umbau der Infrastruktur nur noch 15 bis 20 % des öffentlichen Straßenraums zugestanden werden, die übrige Fläche sollten sich Radfahrer und Fußgänger teilen. Die Stadt gehört zu dem Zusammenschluss European Biking Cities sechs europäischer Städte.

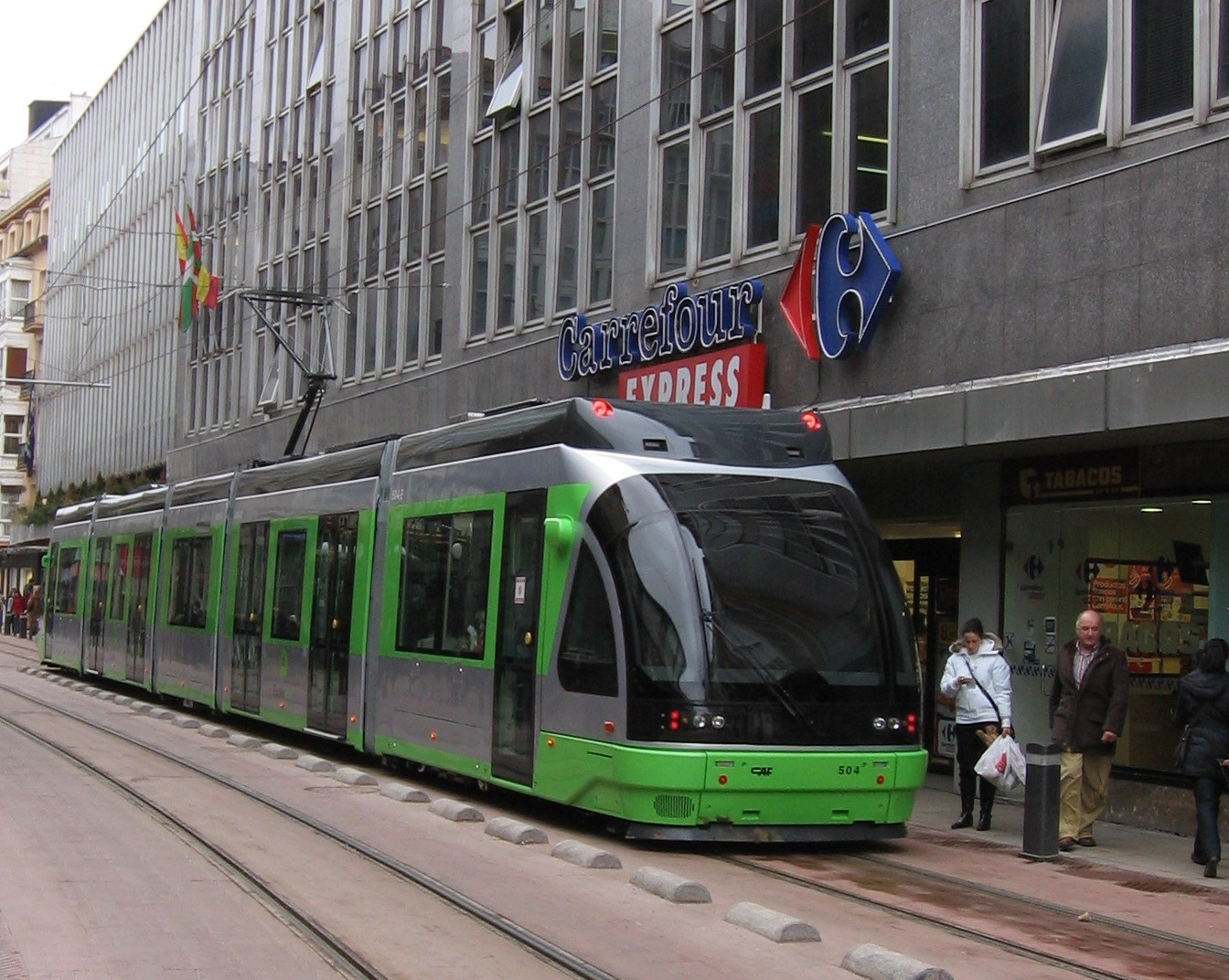
Straßenbahn in Vitoria

Seit Dezember 2008 ist die Straßenbahn der Gesellschaft Euskotren in Betrieb, deren erste Linie das Stadtzentrum mit dem Stadtteil Lakua verbindet. Eine weitere Linie führt in den Stadtteil Abetxuko.
Vitoria ist über die A-1 (ehemals N I, Hauptautobahnverbindung Madrid-Irun-Frankreich) und über die AP-68 (nach Bilbao) sehr gut an das spanische Straßennetz angebunden. Das Autobahnteilstück der AP-1 Vitoria – Eibar ist seit 2009 in Betrieb.
Die Bahnstrecke Madrid–Hendaye verläuft durch Vitoria, der Eisenbahnknotenpunkt Miranda de Ebro liegt rund 35 km entfernt.
Der Flughafen Foronda hat zwar für den Personenverkehr nur eine geringe Bedeutung, ist jedoch der wichtigste Güterflughafen des Baskenlandes.
Der Hafen von Bilbao (Santurtzi, Zierbena) ist rund 60 km von Vitoria entfernt und direkt über die AP-68 und die A-8 zu erreichen.

## Bildungswesen
Die Universität des Baskenlandes (UPV, Universidad del País Vasco) ist auf die drei baskischen Provinzhauptstädte Bilbao, San Sebastián und Vitoria verteilt.
In Vitoria studieren 7.445 Studenten (Stand 2003). Die wichtigsten Fachrichtungen der UPV Vitoria sind Pharmazie, Philologie, Geographie, Geschichte und Ingenieurwissenschaften.
Die Universitätsgebäude sind teilweise ehemalige Militärgebäude. Die Bibliothek aber ist sehr alt.

## Sport
- Der Fußballclub Deportivo Alavés ist im Stadion Mendizorrotza zu Hause.
- Die Heimatarena des Basketballvereins Saski Baskonia ist die Fernando Buesa Arena (ehemals Araba Arena).

## Städtepartnerschaften
Unter anderem mit folgenden Städten hat Vitoria-Gasteiz Städtepartnerschaften geschlossen:
- Georgien: Kutaissi
- Frankreich: Angoulême
- Brasilien: Vitória, Bundesstaat Espírito Santo
- Vereinigte Staaten: Victoria, Texas
- Vereinigte Staaten: Anaheim, Kalifornien
- Äquatorialguinea: Cogo

## Söhne und Töchter der Stadt
- Miguel Ricardo de Álava (1771–1843), General und Diplomat
- Mateo Benigno de Moraza (1817–1878), Politiker, Jurist und Verfechter der Fueros
- Sebastián Iradier (1809–1865), Sebastián de Iradier y Salaverri, Komponist
- Manuel Iradier (1854–1911), Forschungsreisender
- Ramiro de Maeztu (1875–1936), Journalist und Literaturkritiker
- Ángel de Apraiz (1885–1956), Kunsthistoriker und Professor für Kunstgeschichte
- José María Larrauri Lafuente (1918–2008), Bischof von Vitoria-Gasteiz
- Alberto Schommer (1928–2015), Fotograf
- Rafael Ladrón de Guevara (* 1952), Radrennfahrer
- Juanito Oiarzabal (* 1956), Extrembergsteiger, Bezwinger der 14 Achttausender
- Pedro Uralde (* 1958), Fußballspieler
- Andoni Zubizarreta (* 1961), Fußballtorwart
- Martín Fiz (* 1963), Marathonläufer
- José Martín y Pérez de Nanclares (* 1965), Jurist
- Pablo Laso (* 1967), Basketballspieler und -trainer
- Justo Ruiz (* 1969), Fußballspieler
- Koldo Álvarez (* 1970), Fußballtorwart
- David Martínez De Aguirre Guinea (* 1970), Ordensgeistlicher und Bischof
- Javier Maroto (* 1972), Politiker
- Eva García Sáenz (* 1972), Schriftstellerin
- Igor González de Galdeano (* 1973), Radrennfahrer
- Pablo Martín Caminero (* 1974), Jazzmusiker
- Eneko Llanos (* 1976), Triathlet
- Aitor Ocio (* 1976), Fußballspieler
- Iker Iturbe (* 1976), Basketballspieler
- Maider Unda González de Audicana (* 1977), Ringerin
- Unax Ugalde (* 1978), Schauspieler
- Tania Lamarca (* 1980), Rhythmische Sportgymnastin
- Estíbaliz Martínez (* 1980), Rhythmische Sportgymnastin
- Iker Romero Fernández (* 1980), Handballspieler
- Koldo Fernández (* 1981), Radrennfahrer
- Lorena Guréndez (* 1981), Rhythmische Sportgymnastin
- Patricia López Arnaiz (* 1981), Schauspielerin
- Álex Ubago (* 1981), Sänger
- Patricia Elorza Eguiara (* 1984), Handballspielerin
- José Gavilánes (* 1987), Eishockeyspieler
- Aaron Carretero (* 1988), Eishockeytorwart
- Ricardo García (* 1988), Radrennfahrer
- Mikel Landa (* 1989), Radrennfahrer
- Susana Abaitua (* 1990), Schauspielerin
- Pedro Astray (* 1992), Fußballspieler
- Tania Calvo Barbero (* 1992), Bahnradsportlerin
- Oier Lazkano (* 1999), Radrennfahrer
- Dani Vivian (* 1999), Fußballspieler
- Álex Balboa (* 2001), spanisch-äquatorialguineischer Fußballspieler
- Markel Beloki (* 2005), Radrennfahrer